# علي حسني الخربوطلي
علي حسني الخربوطلي (1929 - 1991م) عالم بالتاريخ الإسلامي، من كبار المؤرخين والباحثين المصريين، عضو في المجمع العلمي العربي بدمشق، أستاذ جامعي، وكان عميداً لكلية الآداب في جامعة الإسكندرية من 1942 - 1952، يعدّ من جيل الأوائل الذين أسسوا الجامعة المصرية وأسهموا في الحياة الجامعية على أسس قوية متينة.

## سيرة حياته
ولد في الإسكندرية، درس المرحلتين الابتدائية والثانوية في مدارسها، ثم التحق بمدرسة المعلمين العليا في القاهرة، عين بعد ذلك أستاذاً للتاريخ في مدرسة للقضاء الشرعي بالقاهرة، وتتلمذ على يديه نخبة من مثقفي مصر من أمثال: عبد الوهاب عزام وأمين الخولي. عندما افتتحت الجامعة المصرية سنة 1925 اختير العبّادي ليكون أستاذاً للتاريخ في كلية الآداب بجامعة القاهرة، وانتدب لإلقاء محاضرات في دار المعلمين ببغداد، كما ألقى محاضرات في جامعة عين شمس في تاريخ المغرب والأندلس وكان عضواً في الجمعية المصرية للدراسات التاريخية.
كان منذ مطلع شبابه ذواقاً للأدب العربي يحفظ كثيراً من الشعر العربي القديم، وكانت منتديات الإسكندرية الأدبية تجمع بينه وبين أصدقائه من أدباء وشعراء من أمثال: عبد الرحمن شكري، وإبراهيم مصطفى وعبد اللطيف النشار، والشاعر حسن فهمي. أسس العبّادي لجنة لوضع كتب علمية حديثة سنة 1914، سميِّت (لجنة التأليف والترجمة والنشر)، وأخرج عدداً من الكتب من مطبوعات هذه اللجنة، وأسهم مع طه حسين في نشر كتاب النثر المنسوب لقدامة وقدَّم له وعلق عليه، وأما دراساته التاريخية وكتبه فقد حوَّل العبّادي التاريخ من رواية أو قصة تُحكى إلى مرتبة العلم بالنقد والمقارنة والدراسة الدقيقة على أسس ومناهج علمية ثابتة.
نشر أبحاثه التاريخية في مجلتي «الرسالة» و»الثقافة» ثم في مجلات الجامعات العلمية، وجُمِعَتْ في مجلدين بعنوان «صور من التاريخ الإسلامي».

## مؤلفاته
له العديد من الكتب التاريخية وعرّب أسماء المدن والمواقع التي عاينها شخصياً، كما ألَّف في عصر الدولة العباسية، وترجم كتاب «علم التاريخ» لهرنشو عن الإنكليزية، وأضاف إليه فصلاً من التاريخ عند العرب، انتخب عضواً بالمجمع اللغوي بالقاهرة، والمجمع العلمي العربي بدمشق، وسافر إلى إسطنبول مع صديقه أحمد أمين لدراسة المخطوطات العربية بمكتباتها، وقد زار العباّدي إسبانية غير مرة لدراسة الآثار الإسلامية الأندلسية، ورسم الخرائط لها، ووضع خبراته في خدمة تدريس تاريخ المغرب والأندلس في الجامعات المصرية.

## قالوا فيه
دكان «الخربوطلي» يجمع إلى قوة النقد وطرافة الاستنباط، فطرة سليمة تجعله يسعى إلى فهم كل شئ، وقدرة ممتازة على فهم النصوص، وإدراك أساليب اللغة، وفهم دقيق لمعانيها، وكان واسع المعرفة، دقيق الفهم، جدلاً من قواعدها النحوية، وكان كثير الرواية للشعر، وحفظ المأثور.

## وفاته
أُحيل على التقاعد سنة 1952، ولم ينقطع عن الكتابة والتأليف حتى وفاته بالإسكندرية.